# Datu Paglas
Datu Paglas is een gemeente in de Filipijnse provincie Maguindanao op het eiland Mindanao. Bij de laatste census in 2007 had de gemeente bijna 30 duizend inwoners.

## Geografie

### Bestuurlijke indeling
Datu Paglas is onderverdeeld in de volgende 23 barangays:
| - Alip - Bonawan - Bulod - Damalusay - Damawato - Datang - Elbebe - Kalumenga - Katil - Lipao - Lomoyon - Madidis | - Makat - Malala - Mangadeg - Manindolo - Mao - Napok - Palao sa Buto - Poblacion - Puya - Salendab - Sepaka |

## Demografie
Datu Paglas had bij de census van 2007 een inwoneraantal van 29.979 mensen. Dit zijn 9.965 mensen (49,8%) meer dan bij de vorige census van 2000. De gemiddelde jaarlijkse groei komt daarmee uit op 5,73%, hetgeen hoger is dan het landelijk jaarlijks gemiddelde over deze periode (2,04%). Vergeleken met de census van 1995 is het aantal mensen met 14.457 (93,1%) toegenomen.

De bevolkingsdichtheid van Datu Paglas was ten tijde van de laatste census, met 29.979 inwoners op 132,1 km², 226,9 mensen per km².